# Amerika Bomber

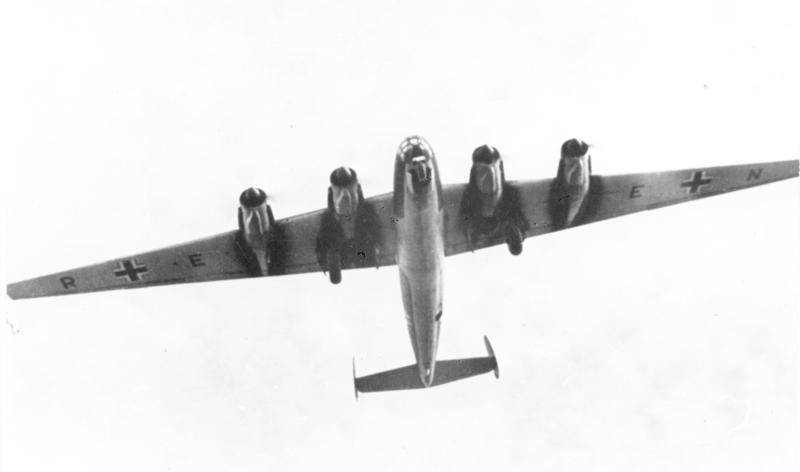
El Messerschmitt Me 264 V1 (primer prototipo del Me 264).

El proyecto Amerika Bomber fue una iniciativa del Reichsluftfahrtministerium, el Ministerio del Aire Nazi, para obtener un bombardero de largo alcance para la Luftwaffe que fuera capaz de golpear el territorio continental de Estados Unidos desde Alemania, con una distancia de ida y vuelta de aproximadamente 11.600 km. La idea ya se planteó en 1938, pero los planes avanzados y convincentes para un diseño de bombardero estratégico de tan largo alcance no comenzaron a aparecer en las oficinas del Reichsmarschall Hermann Göring hasta principios de 1942. Se presentaron varias propuestas, incluido el uso del Amerika bomber para lanzar armas nucleares alemanas. Todos estos planes fueron finalmente abandonados por ser demasiado caros, demasiado dependientes de una capacidad de producción y material que disminuía rápidamente, y/o técnicamente inviables.

## Bombarderos convencionales
Las propuestas más convincentes estaban basadas en principios convencionales de diseño aeronáutico y eran muy semejantes a sus contrapartes aliadas de la época. Estos incluían el Messerschmitt Me 264 (un diseño enteramente nuevo), el Focke-Wulf Fw 300 (basado en el existente Fw 200), el Focke Wulf Ta 400 y el Junkers Ju 390 (basado en el Ju 290). Se construyeron prototipos del Me 264, pero el Ju 390 fue elegido para la producción. Sólo dos prototipos fueron construidos antes de que el programa se abandonara. Es ampliamente reclamado (y ampliamente discutido) que, a principios de 1944, el segundo prototipo hizo un vuelo de prueba hasta 20 km de la costa de Nueva York.

### Huckepack Projekt
Una idea similar a los Mistel-Gespann era transportar un Dornier Do 217, motorizado con un Lorin-Staustrahltriebwerk adicional, en un bombardero Heinkel He 177 por el Atlántico lo más lejos posible antes de liberarlo. Sin embargo, cabía que el Do-217 podría no retornar con toda seguridad. Cuando los planes estaban avanzados, la falta de combustible y la pérdida de la base en Burdeos impidieron las pruebas. El proyecto fue abandonado después de ser forzados a trasladarse a Istres, lo cual suponía un aumento excesivo de la distancia.

## Alas volantes
Otras propuestas más exóticas fueron diseños motorizados por jet y cohete, p. ej. el Ala volante. Los hermanos Horten diseñaron el Horten Ho XVIII, un ala volante motorizada con 6 turborreactores basados en la experiencia del existente Ho IX. La compañía Arado también sugirió un ala volante con seis motores, el Arado E.555.

## Bombardero atómico
David Irving declaró que un método de bombardear Nueva York fue tratado en varias conferencias de la Luftwaffe en mayo y junio de 1942. Una idea que recibió mucha atención era el Huckepack Projekt («Proyecto Cerdo a Cuestas»). Al principio, el mariscal de campo Erhard Milch vetó el plan debido a la pequeña carga útil que sería lanzada para un proyecto tan masivo. Sin embargo, el 4 de junio de 1942, Erhard Milch y Albert Speer asistieron a una conferencia de Werner Heisenberg sobre la fisión atómica en la Harnack-Haus. Después de la conferencia, Speer preguntó a Heisenberg si esta investigación podría servir para diseñar una bomba atómica. Heisenberg contestó que podría ser factible, pero tomaría no menos de dos años. Speer entonces preguntó cuán grande debería ser una bomba para destruir una ciudad, a lo cual Heisenberg contestó que del «tamaño de un campo de fútbol». Heisenberg solicitó fondos, materiales y los científicos, que debieron ser liberados del ejército para seguir su investigación. El Huckepack Projekt fue desarrollado otra vez en múltiples conferencias conjuntas entre la Luftwaffe y Kriegsmarine.
Sin embargo, después de unas semanas el plan fue abandonado el 21 de agosto de 1942. El General de Personal de Aire, Kreipe, escribió en su diario que la Marina alemana no podía suministrar un submarino alemán a cierta distancia de la costa de los Estados Unidos para recoger la tripulación del avión. El plan no tenía remotamente ninguna perspectiva, ya que la Kriegsmarine no cooperaría con la Luftwaffe.

## Cohetes alados
También se diseñaron cohetes alados. El más conocido es el diseño de preguerra de Eugen Sänger, el «Pájaro de Plata» (Silbervogel), un bombardero suborbital que podría alcanzar puntos dentro de Estados Unidos, como Chicago.
Cuando el cohete A4b, versión alada del cohete V2, y su probable sucesor, el cohete A9, fueron probados muchas veces a fines de 1944 y principios de 1945, se proyectó el A9/A10 Amerika-Rakete de dos etapas, planeado como ICBM.
Sänger fue raptado después de la guerra y apareció en la Unión Soviética. Los soviéticos proyectaron una versión del Silbervogel con ramjets para mejorar la capacidad de ascenso y después de que la velocidad decayera en el campo supersónico. (Se pueden ver imágenes del bombardero supersónico antipodal soviético en Asif Siddiqi, Challenge to Apollo: The Soviet Union and the Space Race, 1945–1974).

## Objetivos potenciales
Se incluía en el plan una lista de 21 objetivos de importancia militar. De estos objetivos, 19 fueron localizados en los Estados Unidos y los dos restantes estaban en Vancouver, Canadá, y la punta del sur de Groenlandia. Casi todos los objetivos eran empresas que fabricaban partes estratégicas de aviones norteamericanos. Los 19 objetivos están catalogados seguidamente según la empresa y la posición.
- Aluminum Corp. of America en Alcoa, Tennessee
- Aluminum Corp. of America en Massena, Nueva York
- Aluminum Corp. of America en Badin, Carolina del Norte
- Wright Aeronautical Corp. en Paterson, Nueva Jersey
- Pratt & Whitney Aircraft en East Hartford, Connecticut
- Allison Division of General Motors en Indianápolis, Indiana
- Wright Aeronautical Corp. en Cincinnati, Ohio
- Hamilton Standard Corp. en East Hartford, Connecticut
- Hamilton Standard Corp. en Pawcatuck, Connecticut
- Curtiss Wright Corp. en Beaver, Pensilvania
- Curtiss Wright Corp. en Caldwell, Nueva Jersey
- Sperry Gyroscope en Brooklyn, Nueva York
- Refinería de criolita en Pittsburgh, Pensilvania
- American Car & Foundry en Berwick, Pensilvania
- Colt's Manufacturing Company en Hartford Connecticut
- Chrysler Corp. en Detroit, Míchigan
- Allis-Chalmers en La Porte, Indiana
- Corning Glass Works en Corning, Nueva York
- Bausch & Lomb en Rochester, Nueva York

## ¿Podría haber funcionado el proyecto Amerika Bomber?
Según la Inteligencia británica, un prisionero de guerra alemán fue interrogado y afirmó que desde principios de 1944, «el viaje en avión … regular entre Alemania y Japón fue establecido para el transporte de altos funcionarios», como ocurría con el Messerschmitt Me 264. La distancia de Fráncfort, Alemania, a Tokio, Japón, es de 9100 km, mientras que la distancia desde Nueva York a París, Francia, es de 5800 km para ponerlo en perspectiva. Aunque en el caso de que para bombardear Nueva York, aquella distancia debía ser doblada a 11.600 km, puesto que el bombardero no hubiera tenido posibilidad de aterrizar, como lo hacía en Tokio. Muchos desafíos de la ingeniería debían cumplirse para que el bombardero fuera eficaz. Si Hitler hubiera dedicado más tiempo y recursos para este proyecto, podría haber funcionado. A no ser que Alemania hubiese desarrollado una bomba atómica, que habría tomado aún más tiempo y recursos, es improbable que este avión hubiese tenido un impacto grande sobre el resultado de la guerra.

## Por qué falló el Plan
Duffy creyó que la Alemania nazi no tenía ninguna autoridad central sobre el desarrollo y la construcción de armamento avanzado. A causa de la falta de una autoridad central, forzaron a científicos alemanes a competir por los recursos que eran ya escasos debido a la guerra. Hitler era influido a menudo para gastar más tiempo, dinero y recursos para sus «armas milagrosas» o los proyectos que eran apasionantes y nuevos, pero probablemente menos acertados. Por consiguiente, prestaron insuficiente atención al proyecto «Amerika Bomber». El proyecto fracasó no porque el bombardero transatlántico fuera un proyecto irrealizable, sino porque los nazis eran incapaces de fabricar bastantes partes para producir el avión. El bombardeo aliado era tan intenso, cerca del final de la guerra, que interrumpió la cadena de suministro alemana. La máquina alemana de guerra carecía también de provisiones, en particular de combustible, y lo poco disponible era desviado a la defensa militar.

## Conclusión
Sin embargo, el Ministerio del Aire británico consideró que los desarrollos del Ho XVIII para un avión de pasajeros de postguerra y el trabajo teórico hecho en el Silbervogel serían seminales para el transbordador en la época espacial.[cita requerida]